# Piosenka światłoczuła
Piosenka światłoczuła – piosenka zaśpiewana przez Natalię Kukulską i drugi singel promujący jej album Światło wydany w 1996 roku przez Izabelin Studio. Utwór jest pierwszy z kolei na płycie długogrającej. Singel, oprócz trzech wersji utworu, zawiera wywiad przeprowadzony przez dziennikarza Hirka Wronę. Numer katalogowy singla – 578842 2.

## Twórcy[2]
- Natalia Kukulska – śpiew, produkcja muzyczna
- chórki – Grzegorz Kloc, Iza Ziółek, Mirosław Stępień, Natalia Kukulska, Natalia Niemen, Renata Dąbkowska
- Wojciech Kuleczka – instrumenty klawiszowe, kompozycja, produkcja muzyczna, aranżacja
- Grzegorz Kloc – gitara
- Mirosław Hoduń – instrumenty klawiszowe, programowanie perkusji, looping, produkcja muzyczna, aranżacja
- Piotr Kominek – obsługa komputera i looping
- Ryszard Kunce – tekst
- Bogusz Bilewski Junior – rap (2)
- Stanisław Bokowy – realizacja nagrań
- remix – Music Gamblers (Carlo Fath, Fabio Giraldo, Robert Kobryń) z Underfloors Studio z Mediolanu
- mastering – Music Gamblers / CD Accord (Julita Emanuiłow)
- producent – Izabelin Studio
- Jacek Poremba – zdjęcie
- Paweł Wroniszewski – opracowanie fotografii i projekt graficzny

## Lista utworów
Wywiad: (4)–(19), rozmawiał Hieronim Wrona, wywiad nagrano w Studio Izabelin – realizacja Jarosław Pruszkowski, produkcja wywiadu studio „Nieustraszeni Łowcy Dźwięków” – Kraków 1996.
| 1.  | „Piosenka światłoczuła”                                                                                              | 4:02  |
|     | |       |
| 2.  | „Piosenka światłoczuła II” (wersja rap)                                                                              | 4:26  |
|     | |       |
| 3.  | „Piosenka światłoczuła” (remix – Music Gamblers)                                                                     | 4:07  |
|     | |       |
| 4.  | „Wyjaśnij, proszę, tytuł swego nowego albumu «Światło»…”                                                             | 0:19  |
|     | |       |
| 5.  | „Dlaczego zdecydowałaś się na śpiewanie teraz muzyki soulowej?”                                                      | 0:31  |
|     | |       |
| 6.  | „Porozmawiajmy teraz o poszczególnych utworach z Twojego nowego albumu. Rozpoczyna się on nagraniem «Światłoczuła»…” | 0:29  |
|     | |       |
| 7.  | „Kolejny utwór zatytułowany jest «Już nic»…”                                                                         | 0:49  |
|     | |       |
| 8.  | „Co możesz powiedzieć o kompozycji tajemniczo nazwanej «Kręte poręcze»…”                                             | 0:29  |
|     | |       |
| 9.  | „Kolejne nagranie nosi również zagadkowy tytuł «Nazywanie»”                                                          | 0:16  |
|     | |       |
| 10. | „A «Czy to już wszystko»?”                                                                                           | 0:45  |
|     | |       |
| 11. | „Jedno z piękniejszym nagrań na płycie to «Daleki brzeg»”                                                            | 0:31  |
|     | |       |
| 12. | „Tytuł nagrania «Przed wschodem słońca» kojarzy się z pewnym znanym filmem…”                                         | 0:25  |
|     | |       |
| 13. | „Zaraz potem możemy usłyszeć utwór «Kołysanie»”                                                                      | 0:37  |
|     | |       |
| 14. | „Powiedz teraz może coś o «Progu nadziei»…”                                                                          | 0:27  |
|     | |       |
| 15. | „«Wiara czyni cuda» – stwierdzasz w następnym utworze…”                                                              | 0:28  |
|     | |       |
| 16. | „Przedostatni utwór na płycie to «Ja będę tobą ty mną». Co możesz nam o nim powiedzieć?”                             | 0:47  |
|     | |       |
| 17. | „Album «Światło» kończy dość niesamowita kompozycja «Dłoń»…”                                                         | 0:49  |
|     | |       |
| 18. | „I na zakończenie – jakie są Twoje najbliższe plany?”                                                                | 0:15  |
|     | |       |
| 19. | „Czy planujesz promocyjne koncerty?”                                                                                 | 0:22  |
|     | |       |
|     | | 20:54 |
|     | |       |

## Notowania
- SLiP: 21
- Lista Przebojów Programu III: 32[3]